# کسنوفون (دهانه)
کسنوفون یک دهانه برخوردی در ماه‌ است.